# Per "YP" Hansson
Per Olof Tage "YP" Hansson, född den 18 september 1952 i Ystad, död den 23 december 2008 i Borås, var en svensk överläkare, docent och framträdande lundaspexare med mera. Hans smeknamn "YP" var en förkortning för Ystad-Pelle.

## Uppväxt, studier och spexarkarriär
Per Hansson växte upp i Ystad - därav smeknamnet - där hans far tjänstgjorde vid P7. Han inskrevs 1971 vid Lunds universitet där han studerade medicin och så småningom blev doktorand inom klinisk kemi. 1984 blev han medicine doktor på avhandlingen Metabolic regulation of lipoprotein lipase and hepatic lipase, vilken behandlade det fettnedbrytande enzymet lipas. Efter disputationen vistades han en period som "senior" vid Merton College i Oxford.
Med början 1977 kom "Ystad-Pelle" att bli flitigt involverad i det kulturella och studentikosa livet i Lund. Våren detta år blev han nämligen med kort varsel tillfrågad om att ta sig an den vakanta titelrollen i toddyspexet Kristina. Han gjorde här stor succé, och blev inom kort en av "de mer kända bland 70-talets spexargarde" (Bertil Sonesson i Spex i Lund, sid 206). Han fortsatte att kreera uppskattade roller inom Toddyspexarna och hörde också till ensemblens författargrupp 1978-1980, samt var med och initierade dess återkommande gästspel på Ystads Teater. Parallellt engagerades han även i Lundaspexarna där han under en följd av år gjorde ett flertal framträdande roller, däribland titelrollen i Bonifacius (1977), Abdulina i Richard Lejonhjärta (1980), en av de konkurrerande sönerna i Djingis Khan (1981) och Abdul-Hamid i Uarda (1983). Han spelade även rollen som varuhusdirektören i karnevalsfilmen Munborsten (1978) och var förstetenor i Lunds Studentsångförening (som framstående sångare fick han vid en studentafton till och med sjunga duett med Birgit Nilsson) samt i Ekumeniska Studentsångarförbundet.

## Yrkeskarriär
Efter sin disputation blev Hansson docent och verkade därefter som läkare [När blev han legitimerad läkare??] och forskare inom klinisk kemi i, i tur och ordning, Lund, Kristianstad, länssjukhuset i Halmstad och Borås. På sistnämnda ort verkade han som överläkare på enheten för laboratoriemedicin och vårdhygien vid Södra Älvsborgs sjukhus. Vid tiden för sin bortgång var Hansson bland annat involverad i ett forskningsprojekt kring åkomman analbuminemi (avsaknad av proteinet albumin).
Hansson tjänstgjorde också vid ett tillfälle som marinläkare vid en av HMS Carlskronas långresor.
Tillsammans med fysikern Hans-Uno Bengtsson publicerade Hansson 2002 boken Dialog om två vetenskaper. Han medverkade också regelbundet med artiklar och insändare i Läkartidningen.

## Övriga engagemang
Oavsett var Per Hansson hade sin yrkesverksamhet bibehöll han starka band till Lund, och var flitigt aktiv i ett stort antal sällskap, föreningar och dylikt i denna stad. Som framträdande spexare tillhörde han Uarda-akademien och som sångare anförde han regelbundet allsångsövningen "GrandSång" på Grand Hotel. Han var från 1999 till sin död ceremonimästare i Sällskapet CC och var även aktiv i bland annat Samfundet SHT och Lukasgillet.